# Die Sprache
Die Sprache er et internationalt peer-reviewed sprogvidenskabeligt tidsskrift, som blev etableret i året 1949 af Paul Kretschmer, Wilhelm Havers og Wilhelm Czermak. Die Sprache fokuserer på historisk og komparativ lingvistik, i særheden på Indoeuropæistik, men tidsskriftet indeholder også artikler om lingvistiske tekstinterpretationer, epigrafik og aspekter af historisk cultural history.
Tidsskriftet publiceres af forlaget Harrassowitz (Wiesbaden); mest udkommer to hæfter hvert år. Die Sprache er nuværende udgivet af Hannes Fellner, Robert Nedoma og Stefan Schumacher under medvirkning af Wolfgang Hock, Daniel Kölligan, Martin Joachim Kümmel, Melanie Malzahn, Daniel Petit, David Stifter og Paul Widmer.